# James M. Riggs
James Milton Riggs (* 17. April 1839 bei Winchester, Illinois; † 18. November 1933 ebenda) war ein US-amerikanischer Politiker. Zwischen 1883 und 1887 vertrat er den Bundesstaat Illinois im US-Repräsentantenhaus.

## Werdegang
James M. Riggs besuchte die öffentlichen Schulen seiner Heimat. In den Jahren 1862 und 1863 absolvierte er das Eureka College. Er arbeitete in der Landwirtschaft und als Lehrer. Zwischen 1864 und 1866 war er Sheriff im Scott County. Nach einem Jurastudium und seiner 1867 erfolgten Zulassung als Rechtsanwalt begann er in Winchester in diesem Beruf zu arbeiten. Von 1868 bis 1884 war er auch Sekretär im Schulausschuss der Stadt Winchester. Zwischen 1889 und 1892 leitete er diesen Ausschuss. Politisch schloss sich Riggs der Demokratischen Partei an. In den Jahren 1871 und 1872 saß er als Abgeordneter im Repräsentantenhaus von Illinois; von 1872 bis 1876 war er Bezirksstaatsanwalt im Scott County. Anschließend übte er in den Jahren 1876 und 1877 das Amt des Bürgermeisters von Winchester aus.
Bei den Kongresswahlen des Jahres 1882 wurde Riggs im zwölften Wahlbezirk von Illinois in das US-Repräsentantenhaus in Washington, D.C. gewählt, wo er am 4. März 1883 die Nachfolge von William McKendree Springer antrat. Nach einer Wiederwahl konnte er bis zum 3. März 1887 zwei Legislaturperioden im Kongress absolvieren. Im Jahr 1886 verzichtete er auf eine erneute Kongresskandidatur.
Nach dem Ende seiner Zeit im US-Repräsentantenhaus praktizierte James Riggs wieder als Anwalt. Im Jahr 1891 wurde er Präsident der Anwaltskammer von Illinois. Er nahm auch als Delegierter an mehreren regionalen Parteitagen der Demokraten in seinem Staat teil. Zwischen 1922 und 1930 war er Richter im Scott County. Er starb am 18. November 1933 in seiner Heimatstadt Winchester.